# Oleandra archeri
Oleandra archeri är en ormbunkeart som beskrevs av William Ralph Maxon. Oleandra archeri ingår i släktet Oleandra och familjen Oleandraceae. Inga underarter finns listade.